# Europa 2020

Bandeira da União Europeia.

Europa 2020 designa a estratégia de crescimento para a União Europeia de 2010 a 2020. Foi apresentada pela Comissão Europeia com o título “EUROPA 2020 – Estratégia para um crescimento inteligente, sustentável e inclusivo” a 3 de Março de 2010 com o objectivo primário de revitalizar a economia da União Europeia. Um outro objectivo é uma maior articulação entre as políticas nacionais dos Estados-membros e as políticas europeias.

## História

### DaEstratégia de Lisboaà estratégia Europa 2020
Os desafios colocados à UE em 2000 e que deram origem à Estratégia de Lisboa 2000-2005 e Estratégia de Lisboa 2005-2010, mantêm-se:
- A globalização e a emergência de novas potências económicas, Brasil, Rússia, Índia e China (BRIC). A Índia e a China são os casos mais especiais, uma vez que, mantendo-se as actuais taxas de crescimento, em 2041 a China ultrapassará os EUA e a Índia o Japão.
- A economia do conhecimento, baseada no investimento crescente em tecnologias de informação, aumento percentual das competências informáticas (utilização de computadores e da internet) nas idades entre os 16 a 74 anos.
- O envelhecimento demográfico da Europa (provocado pela diminuição da taxa de natalidade e aumento da esperança de vida), tornando o modelo social europeu insustentável, na medida em que aumentam as necessidades em termos de saúde e pensões, enquanto diminui o número de pessoas em idade activa que produz riqueza.

A Estratégia de Lisboa centrou-se em duas grandes prioridades, com o objectivo de promover uma maior coesão social e sustentabilidade ambiental:
- Garantir um crescimento mais sólido e mais duradouro;
- Criar mais e melhor emprego.

### A estratégia Europa 2020
No entanto, a crise económica e financeira acentuou as dificuldades com que a Europa se debate (desemprego, investigação e desenvolvimento insuficientes, problemas energéticos e alterações climáticas, pobreza). Na comunicação de apresentação, a Comissão Europeia identificou três cenários futuros possíveis:
- Recuperação sustentável – Resposta colectiva ao desafio imediato do relançamento e aos desafios a longo prazo: globalização, pressão sobre os recursos e envelhecimento da população. Para compensar as perdas recentes e recuperar a competitividade, a Europa teria de estimular a produtividade e colocar a EU numa trajectória ascendente de prosperidade.
- Recuperação lenta – Realizar reformas a um ritmo lento, com o risco de sofrer uma perda de riqueza devido ao crescimento económico lento. Este cenário poderia provocar elevados níveis de desemprego, perturbações sociais e um declínio face ao contexto mundial.
- Década perdida – Neste cenário, a Europa sofreria uma perda permanente de riqueza e do seu potencial de crescimento futuro.

Tendo em conta estes cenários, houve uma redefinição das prioridades, com o objectivo de sair da crise, definindo uma estratégia a médio e longo prazo.
Nas palavras do presidente da Comissão Europeia, José Manuel Barroso, a estratégia Europa 2020 tem como prioridade imediata “assegurar a saída com êxito da crise”, pelo que “para construirmos um futuro sustentável, devemos, no entanto, ultrapassar uma mera visão de curto prazo”, procurando “encontrar os meios para criar novos postos de trabalho e para propor um rumo claro às nossas sociedades”.
No texto da comunicação, salienta-se a vinculação da EU e dos Estados-Membros na implementação destas medidas.

## Prioridades
A estratégia Europa 2020 estabelece três prioridades que se reforçam mutuamente e proporcionam uma visão da economia social de mercado da Europa para o século XXI:
- Crescimento inteligente: desenvolver uma economia baseada no conhecimento e na inovação.
- Crescimento sustentável: promover uma economia mais eficiente em termos de utilização dos recursos, mais ecológica e mais competitiva.
- Crescimento inclusivo: fomentar uma economia com níveis elevados de emprego que assegura a coesão social e territorial.

## Objectivos
As prioridades enunciadas traduzem-se nos seguintes objectivos, a concretizar até 2020:
- Emprego de 75 % da população de idade compreendida entre 20 e 64 anos, face aos actuais 69%.
- Investimento de 3 % do PIB da UE em I&D, melhorando as condições que regem a I&D privada na UE.
- Clima/energia «20/20/20» (redução de 20% de emissões de gases de efeito de estufa relativamente aos níveis de 1990, ou em 30%, se as condições o permitirem; incremento em 20% da quota de utilização de energias renováveis no consumo final energético; e incremento de 20% em eficiência energética).
- Diminuição da taxa de abandono escolar precoce para 10%, face aos 15% actuais; aumentar a percentagem da população mais jovem (entre 30-34 anos) com diploma de ensino superior dos 31% actuais para 40% em 2020.
- Redução em 25% (20 milhões de pessoas) dos níveis actuais de pobreza existentes na UE.

## Medidas emblemáticas
Para prossecução dos objectivos enunciados, a Comissão Europeia propôs um conjunto de acções, que combinando esforços nacionais e da EU deverão permitir o seu mútuo reforço:
- «Uma União da inovação» para melhorar as condições gerais e o acesso ao financiamento para a investigação e inovação, para assegurar que as ideias inovadoras são transformadas em produtos e serviços que criam crescimento e postos de trabalho.
- «Juventude em movimento» para melhorar os resultados dos sistemas de ensino e facilitar a entrada dos jovens no mercado de trabalho.
- «Agenda digital para a Europa» para acelerar a implantação da Internet de alta velocidade e para que as famílias e as empresas possam tirar partido de um mercado único digital.
- «Uma Europa eficiente em termos de recursos» destinada a contribuir para dissociar o crescimento económico da utilização dos recursos, assegurar a transição para uma economia hipocarbónica, aumentar a utilização das fontes de energia renováveis, modernizar o nosso sector dos transportes e promover a eficiência energética.
- «Uma política industrial para a era de globalização» para melhorar o ambiente empresarial, especialmente para as PME, e para apoiar o desenvolvimento de uma base industrial forte e sustentável, susceptível de enfrentar a concorrência mundial.
- «Agenda para novas qualificações e novos empregos» para modernizar os mercados de trabalho e capacitar as pessoas desenvolvendo as suas qualificações ao longo da vida, com vista a aumentar a participação no mercado de trabalho e a estabelecer uma melhor correspondência entre a oferta e a procura de mão-de-obra, nomeadamente através de uma maior mobilidade dos trabalhadores.
- «Plataforma europeia contra a pobreza» para que a coesão social e territorial permita assegurar uma ampla distribuição dos benefícios do crescimento e do emprego e para que as pessoas em situação de pobreza e de exclusão social possam viver dignamente e participar activamente na sociedade.

## Problemas com a implementação
O problema da União Europeia de hoje não reside na deslocalização da produção para fora do seu espaço geográfico, mas sim na constante incapacidade de aplicar atempada e eficazmente as estratégias que, década após década, preconizamos. Bom exemplo disso foi o que sucedeu com a Agenda 2000 (também conhecida no léxico europeu como “estratégia de Lisboa”). Já em 2005, Manuel Catells dizia que “O conteúdo da "agenda de Lisboa" estava certo e as medidas propostas também. Faltaram os mecanismos de implementação”. 
Mais recentemente, foi Maria João Rodrigues quem mostrou a sua surpresa quanto à estratégia 2020 ir pelo mesmo caminho, numa entrevista ao Público. Com efeito, constata a existência de um desfasamento entre as prioridades do relatório e da estratégia previamente definida, apontando, nomeadamente, o afastamento do objectivo inicial de um crescimento "mais verde, inteligente e inclusivo"; a excessiva preocupação revelada com a consolidação orçamental, em detrimento do crescimento; e o facto de não ter sido proposto nada de relevante como solução para a promoção do emprego, uma vez que esta não pode passar tanto pela busca activa por parte dos cidadãos, mas mais pelo aumento da oferta por parte das empresas. Em suma, Maria João Rodrigues vê este relatório como uma "má forma de estrear" a estratégia europeia, antecipando pouco entusiasmo e apoio dos cidadãos europeus. 
A União europeia devia fazer com as suas estratégias (de Lisboa e a de 2020) o que ensina a famosa analogia “da dança na chuva”: O objectivo é dançar (aplicar a estratégia) mas se, repentinamente, começar a chover (se houver uma crise económica), nós continuamos a dançar (seguimos 
a estratégia) como se nada fosse.

## Ligações Externas
- https://infoeuropa.eurocid.pt/registo/000044430/documento/0001
- http://prezi.com/tdkz86ur0xxe/europa-2020/
- http://www.euractiv.com/en/future-eu/lisbon-agenda/article-117510
- http://www.euractiv.com/en/innovation/growth-jobs-relaunch-lisbon-strategy/article-131891
- http://europa.eu/index_pt.htm
- http://www.eurocid.pt/pls/wsd/wsdwcot0.detalhe_area?p_cot_id=4810&p_est_id=10519